# John Reardon (barítono)
John Reardon (8 de abril de 1930 – 16 de abril de 1988) fue un barítono y actor de nacionalidad estadounidense, conocido por sus actuaciones televisivas, muchas de ellas en el show televisivo infantil del Public Broadcasting Service Mister Rogers' Neighborhood.  

## Biografía
Nacido en la ciudad de Nueva York, Reardon fue miembro de la Metropolitan Opera House desde 1965 hasta 1977, actuando en óperas como Carmen y Jenufa.  En 1967, Reardon interpretó a Orin Mannon en el estreno mundial de la obra de Marvin David Levy Mourning Becomes Electra. Trabajó junto a Phil Silvers en el circuito de Broadway en el musical de Jule Styne Do Re Mi, interpretando la canción "Make Someone Happy." También actuó en Broadway en New Faces of 1956, así como en la opera de Gian Carlo Menotti The Saint of Bleecker Street. Igualmente, Reardon interpretó a Schaunard en la famosa grabación de La bohème dirigida en 1956 por Sir Thomas Beecham. En 1969 fue el Dr. Stone en el estreno de otra pieza de Menotti, Help, Help, the Globolinks!, puesta en escena en la Ópera de Santa Fe. Igor Stravinsky escogió a Reardon para el papel de Nick Shadow en la segunda grabación de su ópera El progreso del libertino. Finalmente, Reardon participó en varias de las producciones que Ben Bagley agrupó en las series discográficas Painted Smiles y "Revisited".
John Reardon falleció en 1988 en Santa Fe (Nuevo México), a causa de una neumonía. 